# Fot (mykologi)

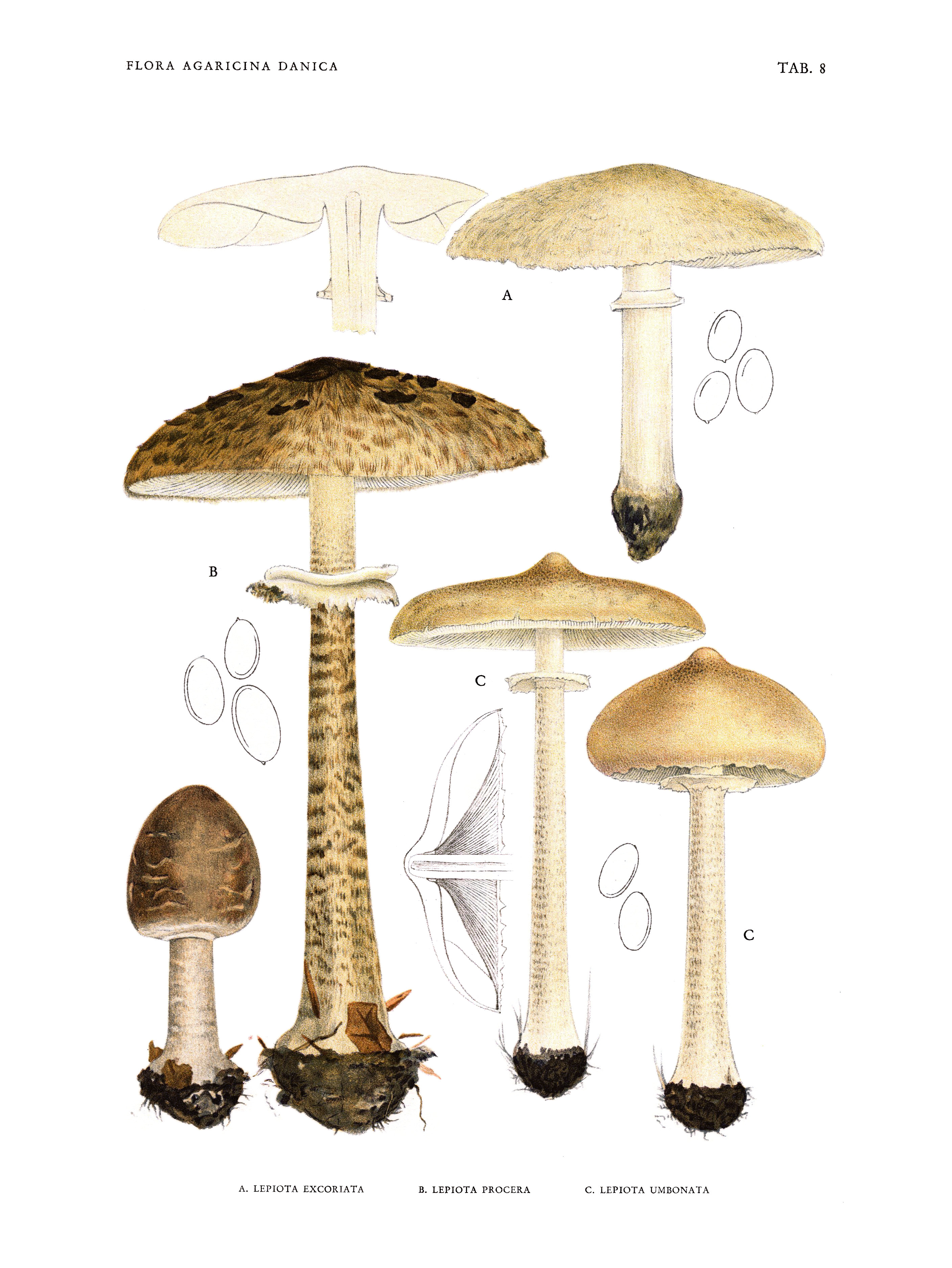
Stolt fjällskivling har en fot med karakteristisk form och färg och utmärkande ring.

Fot är den del av en svamps fruktkropp som bär upp hatt eller liknande. Fotens form, färg, struktur och andra egenskaper som exempelvis närvaron av ring eller strumpa, är karaktärer som kan användas vid artbestämning av svampar.